# Sintagma Matije Vlastarja
Sintagma Matije Vlastarja je zbornik bizantinskega prava, napisan leta 1335. v Solunu. Ime je dobil po svojem sestavljalcu, svetogorskem menihu Matiji Vlastarju, starogrška beseda sintagma pa pomeni zbornik predpisov. 
Sintagma spada v kategorijo nomokanonov, ker vsebuje tako cerkvene kot posvetne predpise. Viri posvetnih predpisov za Sintagmo so bili Prohiron, Vasilika in Novele. 
Sintagma Matije Vlastarja je bila v času carja Dušana prevedena v srbski jezik in vključena v pravo srednjeveške Srbije. Del Sintagme, ki je znan kor Skrajšana sintagma, je bil vključen tudi v Dušanov zakonik. 